# Sophronica ruwenzorii
Sophronica ruwenzorii là một loài bọ cánh cứng trong họ Cerambycidae.